# Pseudapis semlikiana
Pseudapis semlikiana är en biart som först beskrevs av Cockerell 1935.  Pseudapis semlikiana ingår i släktet Pseudapis och familjen vägbin. Inga underarter finns listade i Catalogue of Life.